# Cœur (carte à jouer)
Pour les articles homonymes, voir Cœur (homonymie).

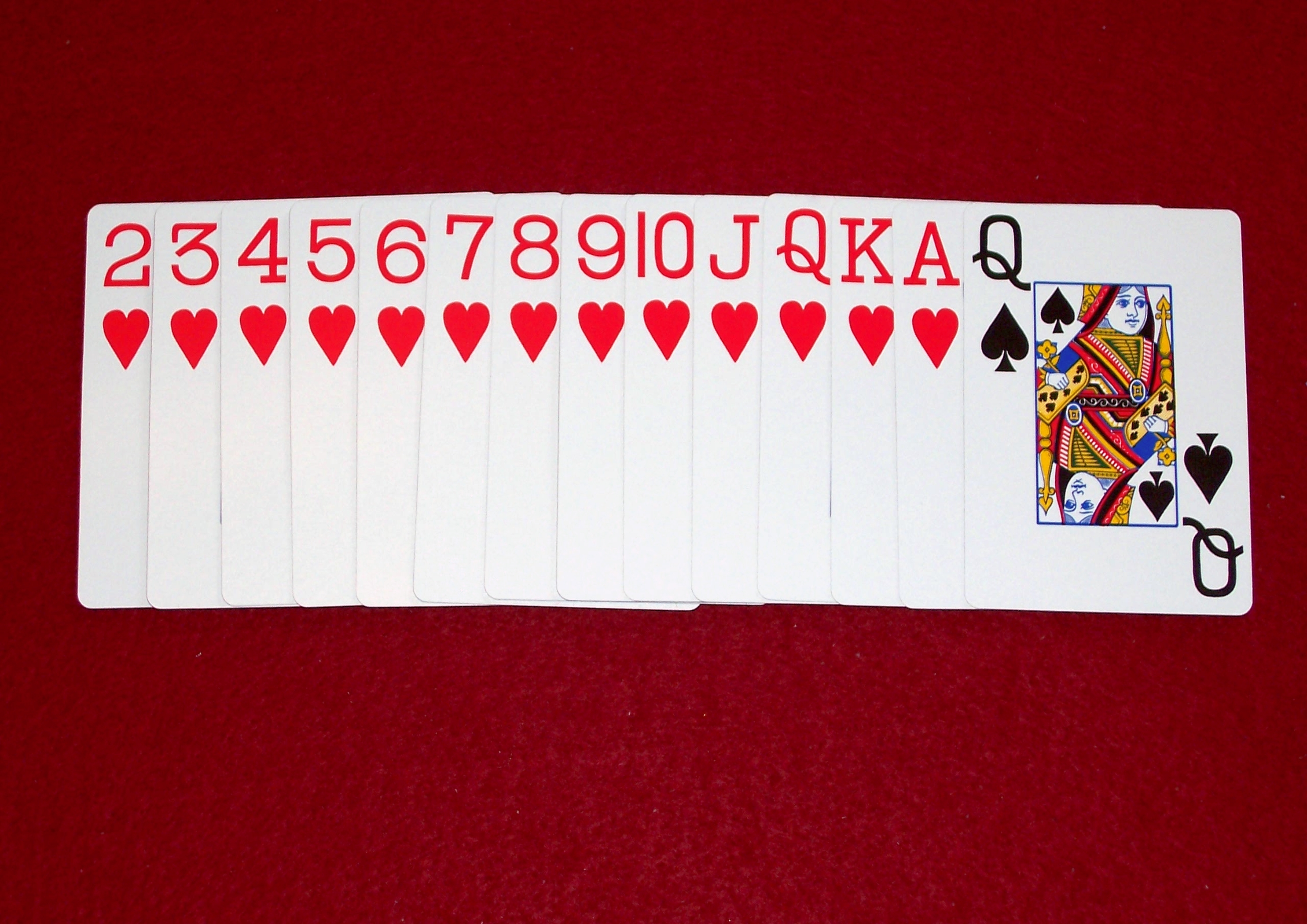
Tous les cartes de cœur d'un jeu de 52 cartes, du deux de cœur à gauche à l'as de cœur à droite. La série affiche également la dame de pique en fin de série, afin de faire figurer toutes les cartes à points du jeu du même nom. Le dessin des cartes est celui utilisé par les jeux d'origine anglo-saxonne (poker, par exemple).

Le cœur est une enseigne de cartes à jouer, l'une des quatre enseignes françaises avec le pique, le carreau et le trèfle.

## Nom
L'origine du terme « cœur » pour décrire l'enseigne, qui ne ressemble que très marginalement à un vrai cœur, n'est pas connue. De façon générale, les équivalents dans d'autres langues que le français signifient également « cœur », parfois par transcription directe de l'anglais heart :
- Allemand : Herz
- Anglais : heart
- Arabe : دل (del)
- Coréen : 하트 (hateu)
- Espagnol : corazón (masculin)
- Finnois : hertta
- Hongrois : kőr
- Inuktitut : uummat
- Japonais : ハート (hāto)
- Polonais : kier (masculin)
- Russe : червы (tchervi, masculin)
- Same du Nord : hearta
- Suédois : hjärter
- Vietnamien : cơ

D'autres étymologies existent, probablement par analogie à l'enseigne des coupes :
- Grec : κούπα (kúpa, féminin)
- Portugais : copa (féminin)
- Roumain : cupă (féminin)

D'autres étymologies encore :
- Kazakh : табан (taban, littéralement « plante de pied »)

## Caractéristiques
Le cœur possède typiquement une forme de cardioïde dont la partie inférieure possèderait une pointe. Le symbole est dessiné avec sa pointe vers le bas, les deux lobes de la cardioïde vers le haut. Généralement, les cœurs sont de couleur rouge.
La galerie suivante reprend les cœurs d'un jeu de 52 cartes au portrait français :

As
2
3
4
5
6
7
8
9
10
Valet
Dame
Roi

## Historique
Les premières cartes à jouer éditées en Europe ne comportent aucune des enseignes rencontrées dans les jeux français. Les enseignes latines (bâtons, deniers, épées et coupes) sont probablement adaptées des jeux de cartes provenant du monde musulman,. Les enseignes françaises sont introduites par les cartiers français à la fin du XVe siècle, probablement par adaptation des enseignes germaniques (glands, grelots, feuilles et cœurs).
Les enseignes françaises procèdent d'une simplification des enseignes précédentes, permettant une reproduction plus aisée (et donc un moindre coût de fabrication). L'enseigne de cœur est reprise des enseignes germaniques, mais fortement simplifiée.

Coupe, portrait de Trévise
Coupe, portrait de Plaisance
Cœur, portrait de Bavière
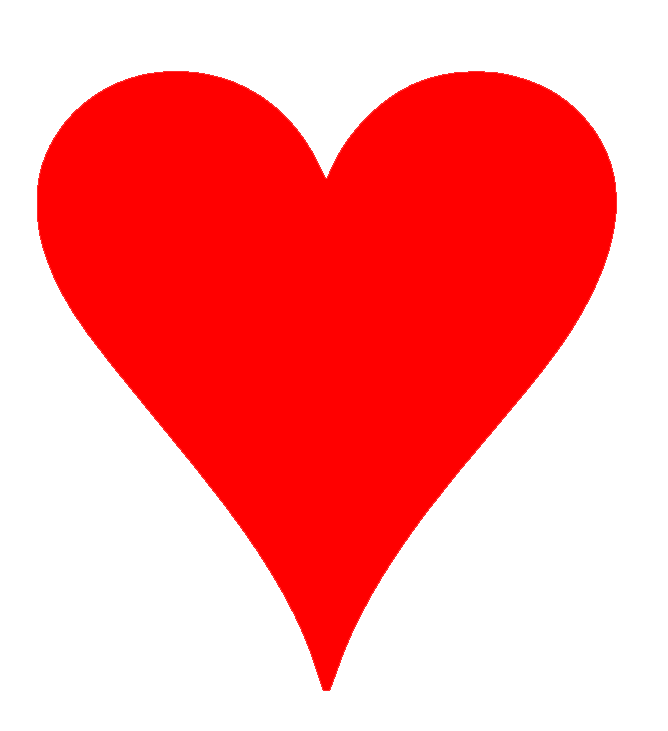
Cœur, portrait de Paris

## Codes informatiques
Le symbole fait l'objet de deux encodages Unicode :
- U+2661 ♡ cœur blanc (HTML : &#9825;)
- U+2665 ♥ cœur noir (HTML : &#9829; &hearts;)